# 桜井漆器
桜井漆器（さくらいしっき）は、愛媛県今治市の桜井地域で作られる漆器である。

## 歴史
- 1828年（文政11年）に製造されたという記録があり、最初は春慶塗の技法で行ったが、天保年間になってから重箱の角を櫛歯形に組み合わせた技法が完成され、全国的に名を知られた[1]。愛媛県指定伝統工芸品に指定されている[2]。
- 江戸時代末期から戦前にかけて、桜井漆器は地元桜井の商人たちによって九州などで行商販売された。その時、桜井出身の実業家田坂善四郎が月賦販売（現在の分割払い）による販売方法を生み出し、売上を伸ばし、桜井地域は繁栄した。
- 明治に入り、輪島など各地の漆器技師が桜井に招へいされ、桜井漆器の質は劇的に向上したとされる。
- その後はプラスチックを始めとする、さまざまな器が製造されたり、また流通の仕組みが変化したことで桜井漆器は衰退していった。昭和初期には最盛期の大正中期と比べると、製造販売の規模は三分の一以下にまで落ち込んだ。
- 2015年（平成27年）に同県の伝統工芸品菊間瓦とコラボレーションが話題になった[3][4]。
- 2024年（令和6年）7月から9月まで放送したTBSテレビのドラマ「笑うマトリョーシカ」で櫻井翔が演じる清家一郎の事務所に使われていた[5]。